# سمان (جنس)
السُّمانى (واحدته سُماناة) أو الفِرّي أو قتيل الرعد أو المَريعي (الاسم العلمي: Coturnix) هو جنس لطائر السمان للعالم القديم، المرتبطة بالدراج وحجول حجل الصخر.

## الأنواع
| أنواع السمان                                  | أنواع السمان | أنواع السمان | أنواع السمان |
| الاسم الشائع والاسم العلمي                    | صورة         | ملاحظات      | الاستيطان    |
| --------------------------------------------- | ------------ | ------------ | ------------ |
| سمان أزرق (Coturnix adansonii)                |              |              |              |
| السمان الملك (Coturnix chinensis)             |              |              |              |
| سمان أسود الصدر (Coturnix coromandelica)      |              |              |              |
| سمان ضاحك (Coturnix delegorguei)              |              |              |              |
| سمان شائع (Coturnix coturnix)                 |              |              |              |
| †سمان جزر الكناري (Coturnix gomerae) (fossil) |              |              |              |
| سمان ياباني (Coturnix japonica)               |              |              |              |
| †سمان نيوزيلندي (Coturnix novaezelandiae)     |              |              |              |
| سمان القش (Coturnix pectoralis)               |              |              |              |
| سمان بني (Coturnix ypsilophora)               |              |              |              |